# ワイズメン
株式会社ワイズメン（英: WISEMEN INC）は、東京都港区に本社を構える芸能事務所である。

## 特色
- 元渡辺プロ取締役制作本部長だった松下治夫が、2006年11月に設立。
- 企業理念は「舞台公演、映画、音楽、ドラマ、バラエティと、すべてのジャンルを取り入れたエンターテイメント商社を目指す」。
- 所属タレントは、役者、文化人、音楽クリエイターなど。

## 所属タレント
- 上原ちえ
- 小澤エリナ
- だいもん孝之（放送作家/脚本家）

業務提携
- Susumu Matsushita/松下進（イラストレーター/アーチスト）

## 関連会社
- 株式会社パーソナルデザイン
- 六本木フェローズ株式会社
- ススム・マツシタエンタープライズ株式会社
- 株式会社モモアンドグレープス
- Mei Ah Entertainment Corp.(香港）